# Louise Lake-Tack
Louise Agnetha Lake-Tack (n. parroquia de Saint Philip, isla de Antigua; 24 de julio de 1944) fue la Gobernadora General de Antigua y Barbuda desde el 17 de julio de 2007, cuando reemplazó en el cargo a Sir James Beethoven Carlisle. Lake-Tack es la primera mujer en ocupar el cargo de Gobernadora General en Antigua y Barbuda.
Lake-Tack fue educada en la localidad de Freetown.